# 1968年メキシコグランプリ
1968年メキシコグランプリ (1968 Mexican Grand Prix) は、1968年のF1世界選手権第12戦（最終戦）として、1968年11月3日にマグダレナ・ミクスカで開催された。

## 背景
ドライバーズチャンピオン争い
本レースはグラハム・ヒル（ロータス）、ジャッキー・スチュワート（マトラ・インターナショナル）、前年度王者のデニス・ハルム（マクラーレン）の3人によるチャンピオン争いに決着をつけるためのものであった。当時は6位までが入賞圏内で、ポイントは1位から9-6-4-3-2-1点が与えられていた。同点の場合は上位入賞回数が多いドライバーが上位となる。ヒルとスチュワートは優勝すればチャンピオンを獲得でき、2位以下の場合は他のドライバーの結果次第となる。ハルムは優勝しない限り、2年連続でチャンピオンを獲得できる可能性はない。
- ヒル（39点 - 優勝2回、2位3回、4位1回）
  - 優勝(48) - 無条件でチャンピオン決定
  - 2位(45) - スチュワートが3位以下
  - 3位(43) - スチュワートが2位以下
  - 4位(42)または5位(41) - スチュワートが3位以下、ハルムが2位以下
  - 6位(40) - スチュワートが4位以下、ハルムが2位以下
  - 7位以下(39) - スチュワートが5位以下、ハルムが2位以下
- スチュワート（36点 - 優勝3回、3位1回、4位1回、6位2回）
  - 優勝(45) - 無条件でチャンピオン決定
  - 2位(42) - ヒルが4位以下、ハルムが3位以下
  - 3位(40) - ヒルが6位以下、ハルムが2位以下
  - 4位(39) - ヒルが7位以下、ハルムが2位以下
- ハルム（33点 - 優勝2回、2位1回、4位1回、5位3回）
  - 優勝(42) - ヒルが4位以下、スチュワートが3位以下

日程
10月27日に閉幕したメキシコシティオリンピックと日程が重複しないように配慮するため、閉幕から1週間後に行われた。

## エントリー
ロータスは、地元出身のモイセス・ソラーナを3台目にスポット起用した。フェラーリは、カナダGPで脚を負傷したジャッキー・イクスが復帰したが、脚を副え木で固定しながらという状態であった。

### エントリーリスト
| チーム                                                      | No. | ドライバー                     | コンストラクター    | シャシー  | エンジン                                 | タイヤ |
| ----------------------------------------------------------- | --- | ------------------------------ | ------------------- | --------- | ---------------------------------------- | ------ |
| ブルース・マクラーレン・モーターレーシング                  | 1   | デニス・ハルム                 | マクラーレン        | M7A       | フォード・コスワース DFV 3.0L V8         | G      |
| ブルース・マクラーレン・モーターレーシング                  | 2   | ブルース・マクラーレン         | マクラーレン        | M7A       | フォード・コスワース DFV 3.0L V8         | G      |
| ブラバム・レーシング・オーガニゼーション                    | 3   | ジャック・ブラバム             | ブラバム            | BT26      | レプコ 860 3.0L V8                       | G      |
| ブラバム・レーシング・オーガニゼーション                    | 4   | ヨッヘン・リント               | ブラバム            | BT26      | レプコ 860 3.0L V8                       | G      |
| ホンダ・レーシング                                          | 5   | ジョン・サーティース           | ホンダ              | RA301     | ホンダ RA301E 3.0L V12                   | F      |
| スクーデリア・フェラーリ SpA SEFAC                          | 6   | クリス・エイモン               | フェラーリ          | 312/68    | フェラーリ 242C 3.0L V12                 | F      |
| スクーデリア・フェラーリ SpA SEFAC                          | 7   | ジャッキー・イクス             | フェラーリ          | 312/67    | フェラーリ 242C 3.0L V12                 | F      |
| オーウェン・レーシング・オーガニゼーション                  | 8   | ペドロ・ロドリゲス             | BRM                 | P133      | BRM P142 3.0L V12                        | G      |
| マトラ・スポール                                            | 9   | アンリ・ペスカロロ             | マトラ              | MS11      | マトラ MS9 3.0L V12                      | D      |
| マトラ・スポール                                            | 21  | ジャン＝ピエール・ベルトワーズ | マトラ              | MS11      | マトラ MS9 3.0L V12                      | D      |
| ゴールドリーフ・チーム・ロータス                            | 10  | グラハム・ヒル                 | ロータス            | 49B       | フォード・コスワース DFV 3.0L V8         | F      |
| ゴールドリーフ・チーム・ロータス                            | 11  | ジャッキー・オリバー           | ロータス            | 49B       | フォード・コスワース DFV 3.0L V8         | F      |
| ゴールドリーフ・チーム・ロータス                            | 12  | モイセス・ソラーナ             | ロータス            | 49B       | フォード・コスワース DFV 3.0L V8         | F      |
| アングロ・アメリカン・レーサーズ                            | 14  | ダン・ガーニー                 | マクラーレン        | M7A       | フォード・コスワース DFV 3.0L V8         | G      |
| マトラ・インターナショナル                                  | 15  | ジャッキー・スチュワート       | マトラ              | MS10      | フォード・コスワース DFV 3.0L V8         | D      |
| マトラ・インターナショナル                                  | 23  | ジョニー・セルボ＝ギャバン     | マトラ              | MS10      | フォード・コスワース DFV 3.0L V8         | D      |
| ロブ・ウォーカー/ジャック・ダーラッシャー・レーシングチーム | 16  | ジョー・シフェール             | ロータス            | 49B       | フォード・コスワース DFV 3.0L V8         | F      |
| ヨアキム・ボニエ・レーシングチーム                          | 17  | ヨアキム・ボニエ 1             | マクラーレン ホンダ | M5A RA301 | BRM P142 3.0L V12 ホンダ RA301E 3.0L V12 | G      |
| クーパー・カー・カンパニー                                  | 18  | ビック・エルフォード           | クーパー            | T86B      | BRM P142 3.0L V12                        | F      |
| クーパー・カー・カンパニー                                  | 19  | ルシアン・ビアンキ             | クーパー            | T86B      | BRM P142 3.0L V12                        | F      |
| レグ・パーネル・レーシング                                  | 22  | ピアス・カレッジ               | BRM                 | P126      | BRM P142 3.0L V12                        | G      |
| ソース:                                                     |     |                                |                     |           |                                          |        |

追記
- ^1 - ボニエは予選で自身のマクラーレン・M5Aを壊したため、ホンダから2台目のRA301を借りて以後のセッションに参加した[4]

## 予選
ロブ・ウォーカーでロータス・49Bを駆るジョー・シフェールがポールポジションを獲得し、2番手のクリス・エイモンとともにフロントローを占めた。チャンピオンを争うグラハム・ヒルとデニス・ハルムは2列目、ジャッキー・スチュワートは4列目からスタートする。
自身のチームから参加するヨアキム・ボニエは予選2日目、マクラーレン・M5Aに搭載されたBRMエンジンが壊れてしまい、ホンダにRA301のスペアカーの借用を申し出た。ホンダはRA301の2号車をボニエに貸し出し、長身のボニエのためにクラッチペダルを調整した。1号車を走らせるジョン・サーティースは6番手で3列目からスタートする。

### 予選結果
| 順位    | No. | ドライバー                     | コンストラクター        | タイム  | 差    | グリッド |
| ------- | --- | ------------------------------ | ----------------------- | ------- | ----- | -------- |
| 1       | 16  | ジョー・シフェール             | ロータス-フォード       | 1:45.22 | -     | 1        |
| 2       | 6   | クリス・エイモン               | フェラーリ              | 1:45.62 | +0.40 | 2        |
| 3       | 10  | グラハム・ヒル                 | ロータス-フォード       | 1:46.01 | +0.97 | 3        |
| 4       | 1   | デニス・ハルム                 | マクラーレン-フォード   | 1:46.04 | +0.82 | 4        |
| 5       | 14  | ダン・ガーニー                 | マクラーレン-フォード   | 1:46.29 | +1.07 | 5        |
| 6       | 5   | ジョン・サーティース           | ホンダ                  | 1:46.49 | +1.27 | 6        |
| 7       | 15  | ジャッキー・スチュワート       | マトラ-フォード         | 1:46.69 | +1.47 | 7        |
| 8       | 3   | ジャック・ブラバム             | ブラバム-レプコ         | 1:46.80 | +1.58 | 8        |
| 9       | 2   | ブルース・マクラーレン         | マクラーレン-フォード   | 1:47.00 | +1.78 | 9        |
| 10      | 4   | ヨッヘン・リント               | ブラバム-レプコ         | 1:47.07 | +1.85 | 10       |
| 11      | 12  | モイセス・ソラーナ             | ロータス-フォード       | 1:47.67 | +2.45 | 11       |
| 12      | 8   | ペドロ・ロドリゲス             | BRM                     | 1:47.80 | +2.58 | 12       |
| 13      | 21  | ジャン＝ピエール・ベルトワーズ | マトラ                  | 1:48.38 | +3.16 | 13       |
| 14      | 11  | ジャッキー・オリバー           | ロータス-フォード       | 1:48.44 | +3.22 | 14       |
| 15      | 7   | ジャッキー・イクス             | フェラーリ              | 1:49.24 | +4.02 | 15       |
| 16      | 23  | ジョニー・セルボ＝ギャバン     | マトラ-フォード         | 1:49.27 | +4.05 | 16       |
| 17      | 18  | ビック・エルフォード           | クーパー-BRM            | 1:49.48 | +4.26 | 17       |
| 18      | 17  | ヨアキム・ボニエ 1             | マクラーレン-BRM ホンダ | 1:49.96 | +4.74 | 18       |
| 19      | 22  | ピアス・カレッジ               | BRM                     | 1:50.28 | +5.06 | 19       |
| 20      | 9   | アンリ・ペスカロロ             | マトラ                  | 1:50.43 | +5.21 | 20       |
| 21      | 19  | ルシアン・ビアンキ             | クーパー-BRM            | 1:50.57 | +5.35 | 21       |
| ソース: |     |                                |                         |         |       |          |

追記
- ^1 - ボニエは自身のマクラーレン-BRMを壊したため、ホンダからマシンを借りて参加[4]

## 決勝
フロントローからスタートしたジョー・シフェールとクリス・エイモンは逃げられず、グラハム・ヒルが首位に立ったが、好スタートを切ったジョン・サーティースが1コーナーでリードを奪った。ヒルは1周目の後半で首位を奪い返し、1周目を終える頃までにサーティース以下を引き離していった。ジャッキー・スチュワートはエイモン、デニス・ハルム、ペドロ・ロドリゲス、ヨッヘン・リントを抜いて3位に浮上した。レース序盤は順位が目まぐるしく変わった。サーティースはヒルを抜いた際にエンジンが8,000rpm以下になると不調を起こすトラブルに見舞われだし、周回を重ねるごとに悪化していった。3周目にスチュワートに抜かれ、5周目に釘を踏んでしまい右リアタイヤがパンクしてしまった。11周目にタイヤ交換を終えてピットアウトしたが、エンジンが急激なオーバーヒートを起こしてしまい、19周目にリタイアした。リントは点火装置の問題でリタイアした。ジャッキー・イクスは脚の負傷で前戦アメリカGPを欠場した後フェラーリに復帰したが、彼も点火装置の故障により4周目にリタイアした。スチュワートは数周に渡ってヒルからリードを奪ったが、ヒルはスチュワートから首位の座を取り戻した。ハルムは3位に浮上した直後にマシンの挙動が乱れだしてシフェールに抜かれていき、11周目にダンパーが壊れてバリアにクラッシュし、もぎ取られた左のホイールは2つともピットロード出口の向こう側まで滑っていった。さらに燃料ラインが路面で削り取られ、摩擦による火花で出火してしまった。消火前にハルムはマシンを脱出し、彼のチャンピオン争いは終わった。
ハルムのリタイアにより、チャンピオン争いとレースの行方はヒルとスチュワートの一騎打ちとなっていたが、22周目にシフェールが首位に立った。しかし、シフェールはスロットルケーブルが壊れたためピットインしなければならず、再びヒルとスチュワートが1-2位に戻り、ジャック・ブラバムが3位に浮上した。そして、スチュワートは燃料供給の問題によりすぐに後退していく。さらにエンジンがミスファイアを起こし、ハンドリングも悪化していった。51周目にブルース・マクラーレン（ブラバムを抜いて3位に浮上していた）とブラバムがスチュワートを抜いていったが、ブラバムはエンジントラブルでリタイアし、ジョニー・セルボ＝ギャバンもエンジントラブルでリタイアしたため、ジャッキー・オリバーが3位に浮上した。スチュワートは7位に後退した。ヒルはトップでチェッカーフラッグを受け、1962年以来2度目のドライバーズチャンピオンを獲得した。オリバーは自身初の3位表彰台を獲得した。1965年以来3度目のコンストラクターズチャンピオンを獲得したロータスは、4月にジム・クラークを失い窮地に陥ったが、それを乗り越えて再びしっかりと前進を再開した。2台目のホンダ・RA301を走らせたヨアキム・ボニエは5位に入賞し、ホンダにコンストラクターズポイント2点をもたらした。しかし、年間合計ポイントは14点でコンストラクターズランキング6位、サーティースは12点でドライバーズランキング8位という結果にとどまり、シーズン開幕前にはチャンピオン獲得を目論んでいたホンダにとっては不本意以外の何物でもなかった。
メキシコ政府は国民の不安を抑えようと努力した結果、憲兵隊から非武装の警官隊に切り替え、観衆を統制するためにコースマーシャルとともにコース上に配置された。しかし、レースが終わる頃には観衆がコース上に侵入した。これが後にメキシコGPを中止に追い込んだ理由の一つとなった。

### レース結果
| 順位    | No. | ドライバー                     | コンストラクター      | 周回数 | タイム/リタイア原因 | グリッド | ポイント |
| ------- | --- | ------------------------------ | --------------------- | ------ | ------------------- | -------- | -------- |
| 1       | 10  | グラハム・ヒル                 | ロータス-フォード     | 65     | 1:56:43.95          | 3        | 9        |
| 2       | 2   | ブルース・マクラーレン         | マクラーレン-フォード | 65     | +1:19.32            | 9        | 6        |
| 3       | 11  | ジャッキー・オリバー           | ロータス-フォード     | 65     | +1:40.65            | 14       | 4        |
| 4       | 8   | ペドロ・ロドリゲス             | BRM                   | 65     | +1:41.09            | 12       | 3        |
| 5       | 17  | ヨアキム・ボニエ               | ホンダ                | 64     | +1 Lap              | 18       | 2        |
| 6       | 16  | ジョー・シフェール             | ロータス-フォード     | 64     | +1 Lap              | 1        | 1        |
| 7       | 15  | ジャッキー・スチュワート       | マトラ-フォード       | 64     | +1 Lap              | 7        |          |
| 8       | 18  | ビック・エルフォード           | クーパー-BRM          | 63     | +2 Laps             | 17       |          |
| 9       | 9   | アンリ・ペスカロロ             | マトラ                | 62     | +3 Laps             | 20       |          |
| 10      | 3   | ジャック・ブラバム             | ブラバム-レプコ       | 59     | 油圧                | 8        |          |
| Ret     | 23  | ジョニー・セルボ＝ギャバン     | マトラ-フォード       | 57     | イグニッション      | 16       |          |
| Ret     | 14  | ダン・ガーニー                 | マクラーレン-フォード | 28     | サスペンション      | 5        |          |
| Ret     | 22  | ピアス・カレッジ               | BRM                   | 25     | エンジン            | 19       |          |
| Ret     | 19  | ルシアン・ビアンキ             | クーパー-BRM          | 21     | エンジン            | 21       |          |
| Ret     | 5   | ジョン・サーティース           | ホンダ                | 17     | オーバーヒート      | 6        |          |
| Ret     | 6   | クリス・エイモン               | フェラーリ            | 16     | トランスミッション  | 2        |          |
| Ret     | 12  | モイセス・ソラーナ             | ロータス-フォード     | 14     | ウイング破損        | 11       |          |
| Ret     | 1   | デニス・ハルム                 | マクラーレン-フォード | 10     | サスペンション      | 4        |          |
| Ret     | 21  | ジャン＝ピエール・ベルトワーズ | マトラ                | 10     | サスペンション      | 13       |          |
| Ret     | 7   | ジャッキー・イクス             | フェラーリ            | 3      | イグニッション      | 15       |          |
| Ret     | 4   | ヨッヘン・リント               | ブラバム-レプコ       | 2      | イグニッション      | 10       |          |
| DNS     | 17  | ヨアキム・ボニエ               | マクラーレン-BRM      |        | エンジン            |          |          |
| ソース: |     |                                |                       |        |                     |          |          |

ファステストラップ
- ジョー・シフェール - 1:44.23（52周目）

ラップリーダー
- グラハム・ヒル - 58周 (Lap 1-4, 9-21, 25-65)
- ジャッキー・スチュワート - 4周 (Lap 5-8)
- ジョー・シフェール - 3周 (Lap 22-24)

## レース後
ホンダはRA301をインディアナポリス・モーター・スピードウェイに持ち込み、F1活動初期の1964年-1966年に在籍していたロニー・バックナムによってテスト走行を行った。その後、本田技研工業が2輪主体から本格的な4輪並行出産に移行するため、世界市場に通用する市販車の開発を優先する方針もあり、F1撤退を決定した。ただし、イギリスのホンダ・レーシングから発表されたプレスリリースは「撤退」ではなく、「ホンダが本格的な4輪メーカーとして成長するまでの”一時休止”」という形を取った。こうして5年に渡るホンダの第1期活動は幕を閉じた。ホンダがF1活動を再開するのは、エンジンサプライヤーとして15年後の1983年まで、フルワークス活動の再開は2006年まで待たなければならなかった。
そして、1959年-1960年にコンストラクターズチャンピオンを獲得したクーパーもこの年をもってF1から撤退した。

## ランキング
|         | 順位 | ドライバー               | ポイント |
| ------- | ---- | ------------------------ | -------- |
|         | 1    | グラハム・ヒル           | 48       |
|         | 2    | ジャッキー・スチュワート | 36       |
|         | 3    | デニス・ハルム           | 33       |
|         | 4    | ジャッキー・イクス       | 27       |
|         | 5    | ブルース・マクラーレン   | 22       |
| ソース: |      |                          |          |

|         | 順位 | コンストラクター      | ポイント |
| ------- | ---- | --------------------- | -------- |
|         | 1    | ロータス-フォード     | 62       |
| 1       | 2    | マクラーレン-フォード | 49       |
| 1       | 3    | マトラ-フォード       | 45       |
|         | 4    | フェラーリ            | 32       |
|         | 5    | BRM                   | 28       |
| ソース: |      |                       |          |

- 注:  トップ5のみ表示。前半6戦のうちベスト5戦及び後半6戦のうちベスト5戦がカウントされる。